# Katlenburg-Lindau
Katlenburg-Lindau é um município da Alemanha localizado no distrito de Northeim, estado de Baixa Saxônia.

## Geografia
Vilas e bairros de Katlenburg-Lindau:
- Berka
- Elvershausen
- Gillersheim
- Katlenburg
- Lindau
- Suterode
- Wachenhausen

## História
O município de Katlenburg-Lindau foi formado em 1 de março de 1974 a partir dos antigos municípios de Katlenburg-Duhm, Lindau, Gillersheim, Berka, Elvershausen, Wachenhausen e Suterode.